# Hipping (Weinlage)

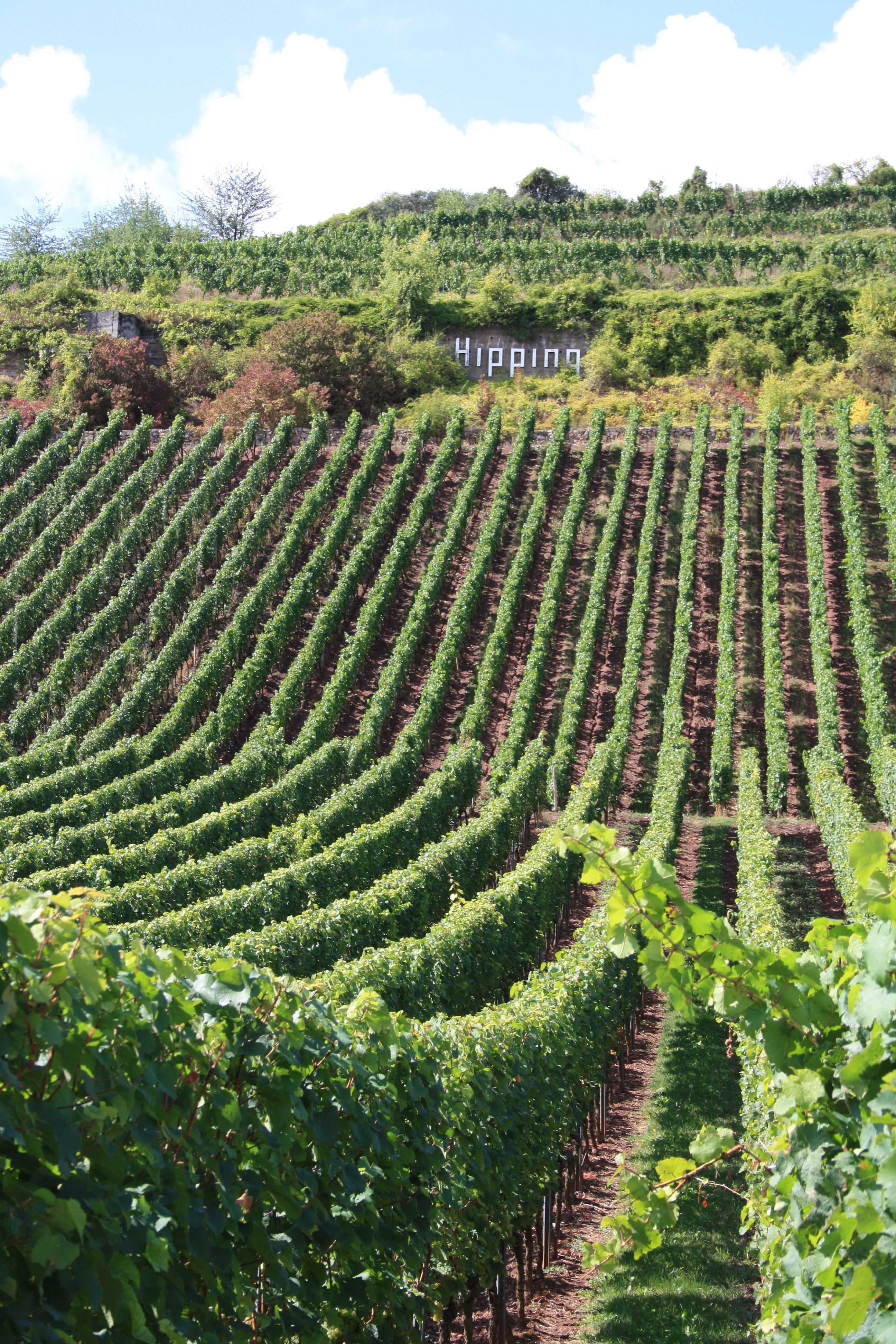
Hipping

Der Hipping ist eine 23 ha große Einzellage des Roten Hangs der Gemeinde Nierstein an der rheinhessischen Rheinterrasse (Rheinland-Pfalz). Weine dieser Lage können als „Großes Gewächs“ oder „Erste Lage“ vermarktet werden, sofern noch andere Qualitätsmerkmale erfüllt werden.

## Lage, Klima, Boden
Die Weinlage Hipping erstreckt sich entlang des Rheins nördlich von Nierstein und südlich von Nackenheim. Sie ist Teil der Großlage Rehbach des Weinbaugebiets Rheinhessen und umfängt die Monopollage „Brudersberg“ in südlicher Richtung, umfängt die Enklave „Goldene Luft“ vollständig und grenzt selbst im Süden an die Lage „Ölberg“. Die Lage befindet sich in 90 bis 160 m ü. NHN. In der hängigen Lage mit bis zu 70 % Hangneigung und Exposition nach Südost kommt die einfallende Morgensonne besonders dem Riesling zugute. Der Boden ist Rotliegend.
Durch seine Nähe zum Niersteiner Ortskern ist der Hipping vielgenutztes Gelände für Weinfeste insbesondere für die Veranstaltung „Weinpräsentation am Roten Hang“ und Weinbergsrundfahrten der ortsansässigen Winzer.

## Etymologie des Namens
Der Name der Lage könnte sich vom mittelhochdeutschen „Hübel“ für „Hügel“ oder von „Hippe (Werkzeug)“  ableiten. Die Deutungen sind komplex und nicht eindeutig.

## Geschichte

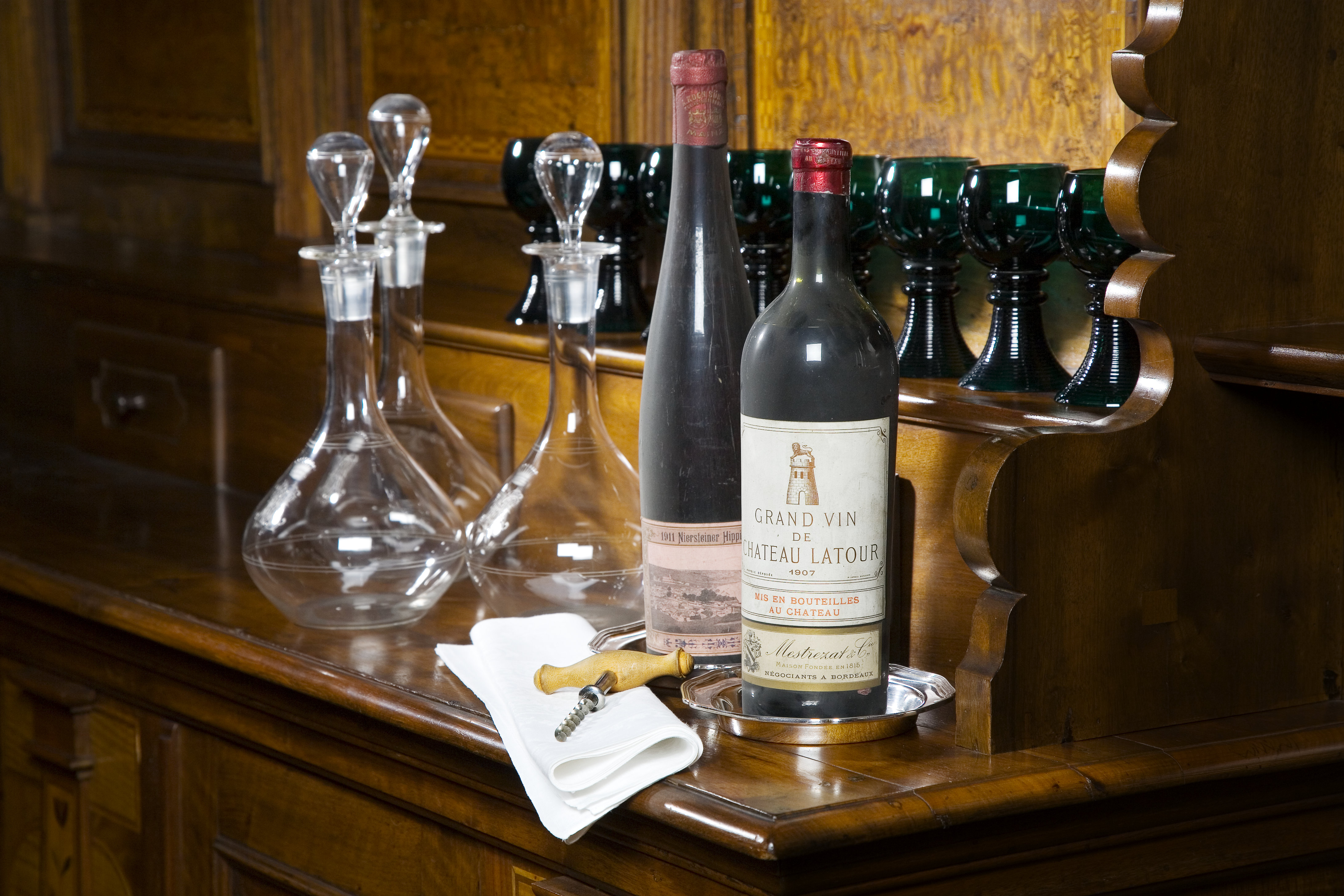
Wein auf Anrichte aus der Ausstellung „Geschmack vergangener Zeiten“ im Jahr 2007 in Stockholm. Je eine Flasche „Château Latour“ Jahrgang 1907 & „Niersteiner Hipping“ Jahrgang 1911.

Die Krönung von Elisabeth II. am 2. Juni 1953 wurde mit einem Riesling von Franz Karl Schmitt aus diesem Weinberg gefeiert. Ein 2012er Hipping Riesling des Weinguts Klaus Peter Keller, das genau 2010 die Parzelle im Hipping erworben hatte, wurde daher der offizielle Wein zum 60-jährigen Thronjubiläum, das die Königin 2012 beging.

## Besitz
Im Hipping begütert sind zum Beispiel die VDP-Weingüter St. Antony, Gunderloch und Klaus Peter Keller, sowie die Weingüter Georg Albrecht Schneider, J. & H.A. Strub, Schätzel, Weingut Reichsgraf von Ingelheim aus Nackenheim am Rhein, Klaus Gres und viele mehr.